# Dimitra Asilian
Dimitra Asilian (10 de julho de 1972) é uma jogadora de polo aquático grega, medalhista olímpica.

## Carreira
Dimitra Asilian fez parte do elenco vice-campeão olímpico de Atenas 2004.